# ヴィーリナ・ウクライナ (装甲列車)
ヴィーリナ・ウクライナ(ウクライナ語:«Вільна Україна»ヴィーリナ・ウクライィーナ)は、西ウクライナ人民共和国の軍事組織ウクライナ・ハルィチナー軍(UHA)の編成した装甲列車(Панцерний потяг)である。名称は、「自由なウクライナ」という意味。

## 概要
牽引は蒸気機関車によってなされ、機関銃塔や砲塔を搭載していた。装甲機関車と砲塔搭載車輌、それらの前後に連結された各1 輌の装甲車輌の4 輌編成であった。
ヴィーリナ・ウクライナはウクライナ・ハルィチナー軍の精鋭部隊ウクライナ・シーチ銃兵隊に用いられ、西ウクライナから北ウクライナ・ベラルーシ一帯を転戦した。最も熾烈な戦いとなったのは1919年にアントーン・デニーキン将軍の白軍(白衛軍)組織義勇軍との間に行われたカリヌィーイの戦いで、この戦いではホールトィツャなど他の装甲列車とともに戦場へ投入された。